# Benqué
Benqué is een plaats en voormalige gemeente in het Franse departement Hautes-Pyrénées (regio Occitanie) en telt 72 inwoners (2009). De plaats maakt deel uit van het arrondissement Bagnères-de-Bigorre. Benqué is op 1 januari 2017 gefuseerd met de gemeente Molère tot de gemeente Benqué-Molère. 

## Geografie
De oppervlakte van Benqué bedraagt 2,0 km², de bevolkingsdichtheid is dus 36 inwoners per km².
De onderstaande kaart toont de ligging van Benqué met de belangrijkste infrastructuur en aangrenzende gemeenten.

## Demografie
Onderstaande figuur toont het verloop van het inwonertal (bron: INSEE-tellingen).